# Autocrom

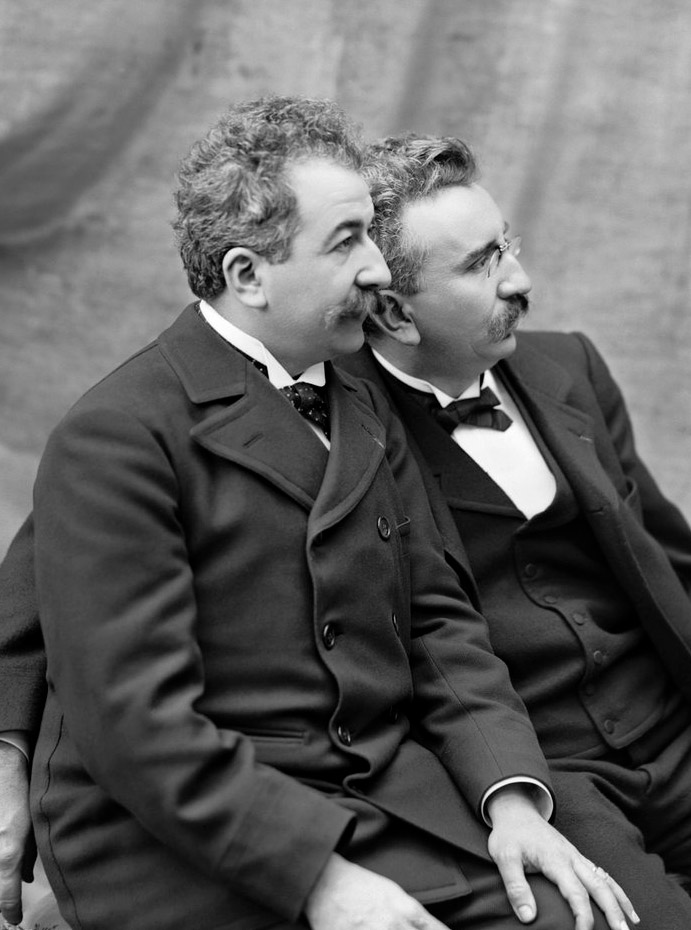
Els germans Lumière, pares de l'autocrom.

L'autocrom va ser el primer sistema de fotografia en color, patentat pels francesos Auguste i Louis Lumière el 1907. Va obtenir resultats considerables.

## Història

### Antecedents
Ja abans hi havia hagut les proves experimentals per part del seu compatriota Louis Ducos du Hauron, qui aconseguí la primera foto en color reeixida (1872) o les de Gabriel Lippmann, a la dècada de 1890, però ambdues exigien un temps d'exposició excessiu i processos massa feixuc i inoperants per a gaudir d'èxit comercial.

### Invenció
Els germans Lumière, interessats també a aconseguir un sistema definitiu per a la fotografia en color, des de ja feia temps, tampoc havien tingut massa fortuna amb les seves proves. Poc després, l'aventura cinematogràfica, els absorbí tot el temps i energia al llarg del període 1894- 1903 (anys que comprenen des de la invenció del cinematògraf fins a la del fotorama) mantenint-los allunyats d'aquesta recerca. Després de l'èxit més aviat escàs d'aquest darrer invent, van reprendre de nou el projecte anterior. Van experimentar tota mena de combinacions químiques fins que, finalment, Louis Lumière trobà la matèria primera del seu futur invent: la patata.

Louis Lumière va tintar-ne tres, cadascuna amb un dels tres colors bàsics. Un cop eixutes, les va ratllar fins a fer-ne una farina molt fina. Després les afegí a una placa fotogràfica convenientment preparada amb les emulsions que les feien sensibles a la llum i finalment ho enganxà tot amb vernís de carboni. Les fotografies resultants- els autocroms- van ser un tot èxit científic, estètic i comercial.

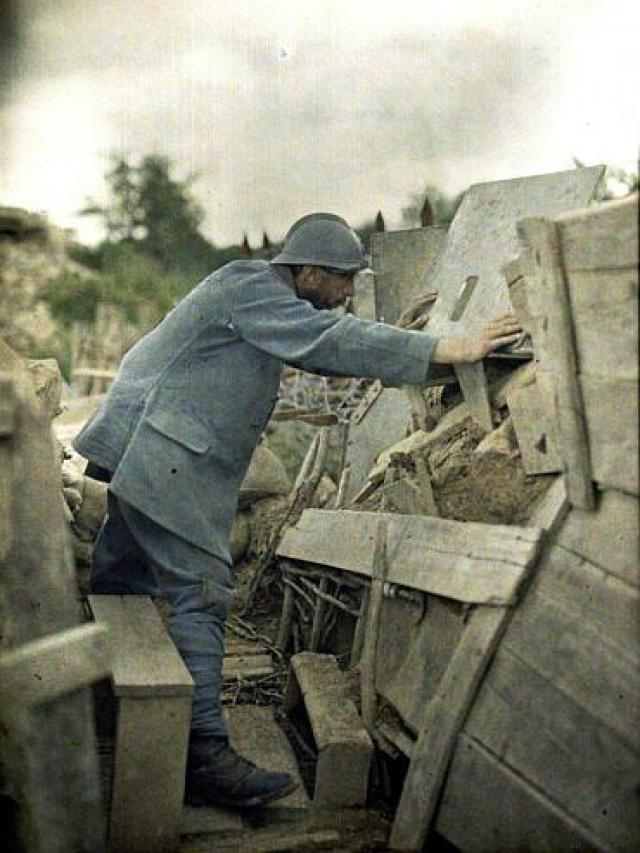
Autocrom Lumière de la 1a Guerra Mundial (1917)

### Expansió
L'autocrom Lumière es posà a la venda el 1907 i, ja el 1913, la producció arribava a més de 6000 diàries. Els autocroms van ser el millor sistema en color fins als anys trenta. El 1932 va aparèixer el Filmcolor (en el que el resultat es presentava en forma de film), equivalent sobre pel·lícula de la pesada i fràgil placa autòcroma sobre vidre, que seria aviat abandonada. Seguidament van venir el "Filmcolor ultra-ràpid" i el "Lumicolor ultra-ràpid" (pel·lícula en bobina que utilitzava com a base principal el llevat de la cervesa) que aportarien emulsions dotze vegades més ràpides i permetrien finalment la fotografia en color de subjectes en moviment o a l'ombra. Louis Lumière provaria llavors d'aplicar el procediment autòcrom al cinema. Després de nombrosos intents, sobretot després de l'Exposició del 1937, que haurien pogut tornar-se una alternativa al Technicolor en ple auge als Estats Units, però que no van aconseguir desenvolupament comercial, potser per causa de la guerra. En fotografia, el procés autòcrom no resistirà davant l'aparició del Kodachrome (1935) i de l'Agfacolor (1936), molt més adaptats a les diapositives en formats reduïts com el 6x6 i el 24x36, aviat seguits per la versió en negatiu de l'Agfacolor que vulgaritzaria les plaques sobre paper en colors. Aquests sistemes serien molt més lleugers i moderns, en format carret.

## Tècniques de fabricació
Per crear el filtre de color en forma de mosaic, una placa de vidre prima es recobria amb una capa d'adhesiu transparent. Els grans de midó tenyits d'entre entre 5 i 10 micròmetres de mida i els tres colors es barrejaven completament en proporcions que feien que la barreja semblés gris a simple vista. Després s'estenia sobre l'adhesiu, creant una capa amb aproximadament 620,000 grans per centímetre quadrat, però només un gra de gruix. Encara no és clar el mètode exacte pel qual es van evitar esquerdes significatives i els grans superposats. Es va descobrir que l'aplicació de pressió extrema produiria un mosaic que transmetria més eficientment la llum a l'emulsió, ja que els grans serien aplanats lleugerament, fent-los més transparents i pressionant-los més entre si, reduint l'espai perdut entre ells. Atès que no era pràctic aplicar tal pressió a tota la placa a la vegada, es va utilitzar un mètode que aplanava només una zona molt petita. S'utilitzava negre de carbó per tapar els petits espais que quedaven. La placa es recobria llavors amb goma laca per protegir els grans i els colorants de la humitat de l'emulsió de gelatina a base d'aigua, que s'aplicava sobre la placa després que s'assequés la goma laca. La placa resultant es tallava en plaques més petites de la mida desitjada, que s'empaquetaven en caixes de quatre. Cada placa estava acompanyada per una prima peça de cartró acolorida de negre del costat de l'emulsió. Aquesta s'havia de mantenir en carregar i exposar la placa i servia tant per protegir l'emulsió com per inhibir la inhalació.